# Groupe organyle
En chimie organique et organométallique, un groupe organyle est un substituant organique ayant au moins un électron de valence libre sur un atome de carbone. Le terme est souvent utilisé dans la rédaction de brevets chimiques afin d'étendre la définition du domaine couvert par ces derniers.

## Exemples
- groupe acétonyle
- groupe acyle (groupe acétyle, groupe benzoyle…)
- groupe alkyle (groupe méthyle, groupe éthyle…)
- groupe alcényle (groupe vinyle, groupe allyle…)
- groupe alcynyle (groupe propargyle…)
- groupe aryle (groupe phényle, groupe 1-naphtyle, groupe 2-naphtyle, groupe 2-thiophényle…)
- groupe alkylaryle (groupe benzyle, groupe triphénylméhyle…)
- groupe carbonyle (groupe fluorénylméthoxycarbonyle)
- groupe aminocarbonyle
- groupe carboxyle
- groupe carboxybenzyle (Cbz)
- groupe tert-butoxycarbonyle (BOC)
- groupe nitrile